# Fontinalis capillacea
Fontinalis capillacea là một loài Rêu trong họ Fontinalaceae. Loài này được With. mô tả khoa học đầu tiên năm 1801.